# Money Inc.
De Money Inc. was een professioneel worsteltag-team dat bekend was van hun tijd bij de World Wrestling Federation (WWF), van februari 1992 tot augustus 1993. De leden van dit team waren "Million Dollar Man" Ted DiBiase en Irwin R. Schyster (I.R.S.). Tijdens hun periode bij de WWF, won dit team drie keer het WWF Tag Team Championship. Jimmy Hart maakte tijdelijk deel uit van dit team als manager.
Nadat het team ontbonden werd, werden DiBiase en Schyster herenigd bij twee stables, de Million Dollar Corporation en de New World Order. Ze verschenen ook samen af en toe op de televisie en dat gebeurde alleen tijdens de speciale afleveringen van WWE Raw.

## Prestaties
- World Wrestling Federation
  - Million Dollar Championship (1 keer) – Ted DiBiase
  - WWF Tag Team Championship (3 keer)